# NGC 1379
NGC 1379 is een elliptisch sterrenstelsel op ongeveer 60 miljoen lichtjaren in het sterrenbeeld Oven. Het hemelobject werd op 25 december 1835 ontdekt door de Britse astronoom John Herschel. NGC 1379 maakt deel uit van de kleine Fornaxcluster, die 58 sterrenstelsels bevat.

## Synoniemen
- ESO 358-27
- MCG -6-9-1
- FCC 161
- PGC 13299